# Xenopsylla mulleri
Xenopsylla mulleri är en loppart som beskrevs av De Meillon 1947. Xenopsylla mulleri ingår i släktet Xenopsylla och familjen husloppor. Inga underarter finns listade i Catalogue of Life.